# 梶應弘樹
梶應 弘樹（かじお こうき、1965年10月21日- ）は、競輪選手。日本競輪学校（当時。以下、競輪学校）第57期生。日本競輪選手会愛媛支部所属（元支部長）、ホームバンクは松山競輪場。師匠は伊藤豊明（41期）。

## 来歴
高校時代、1983年の群馬国体・400m速度競走で2位に入った。その後伊藤豊明に師事し、競輪学校に57期生として入学。同期には坂本勉、波潟和男らがいる。
1986年5月1日、岸和田競輪場でデビューし1着。
1991年のふるさとダービー（別府競輪場）決勝において、豊田知之に次いで2着。1992年、高松宮杯競輪において、特別競輪（現在のGI）初優出（6着）。続いて行われた全日本選抜競輪（岸和田競輪場）でも決勝に進出し、逃げ切り濃厚と思われた吉岡稔真をゴール直前で交わして初の特別競輪優勝を果たした。また同年の競輪祭決勝では、優勝の吉岡にマークして2着。さらに同年のKEIRINグランプリ（平塚競輪場）では5着に入った。
その後、GIでは2回の決勝進出を果たしている。
ホームバンクである松山競輪場の、旧施設（かつては松山城そばの城山公園堀之内地区にあった）最後の開催が2005年1月2日に行われたが、S級決勝戦を制し、旧施設開催最後の優勝者として名を刻んだ。

## 主な獲得タイトル
- 1992年 - 全日本選抜競輪（岸和田競輪場）